# Parasecodella bouceki
Parasecodella bouceki är en stekelart som beskrevs av T.C. Narendran och Surekha 1992. Parasecodella bouceki ingår i släktet Parasecodella och familjen finglanssteklar. Inga underarter finns listade i Catalogue of Life.